# ベン・アーサー
ベン・アーサー（英語: Ben Arthur、スコットランド・ゲール語: Beinn Artair）とはイギリス、スコットランドのアーガイル・アンド・ビュートにある山である。ロング湾の湾奧付近に位置し、標高は884メートル (2,900 ft)である。標高上は「コルベット（2,500フィート (760 m)以上3,000フィート (910 m)以下の山、英語版）」に過ぎないものの、「ハイランド南部で最も見事な山の一つ」ともされており、ロッククライミングの名所でもある。ザ・コブラー（英語: The Cobbler）という名称でも知られる。

## 概要
アロッハー・アルプスに属し、最高峰ではないものの、その特徴的な頂上から最も壮観であるとされる。「ザ・コブラー」という英称は離れていても視認できる頂上が靴職人が足型の上にかがみこんでいるように見えることに由来する。「マンロー（3,000フィート (910 m)超の山、英語版）」となるには標高が足りないが、独特の地形とアクセスのしやすさ、景観の良さによってスコットランド有数の人気を誇っている。

## 頂上

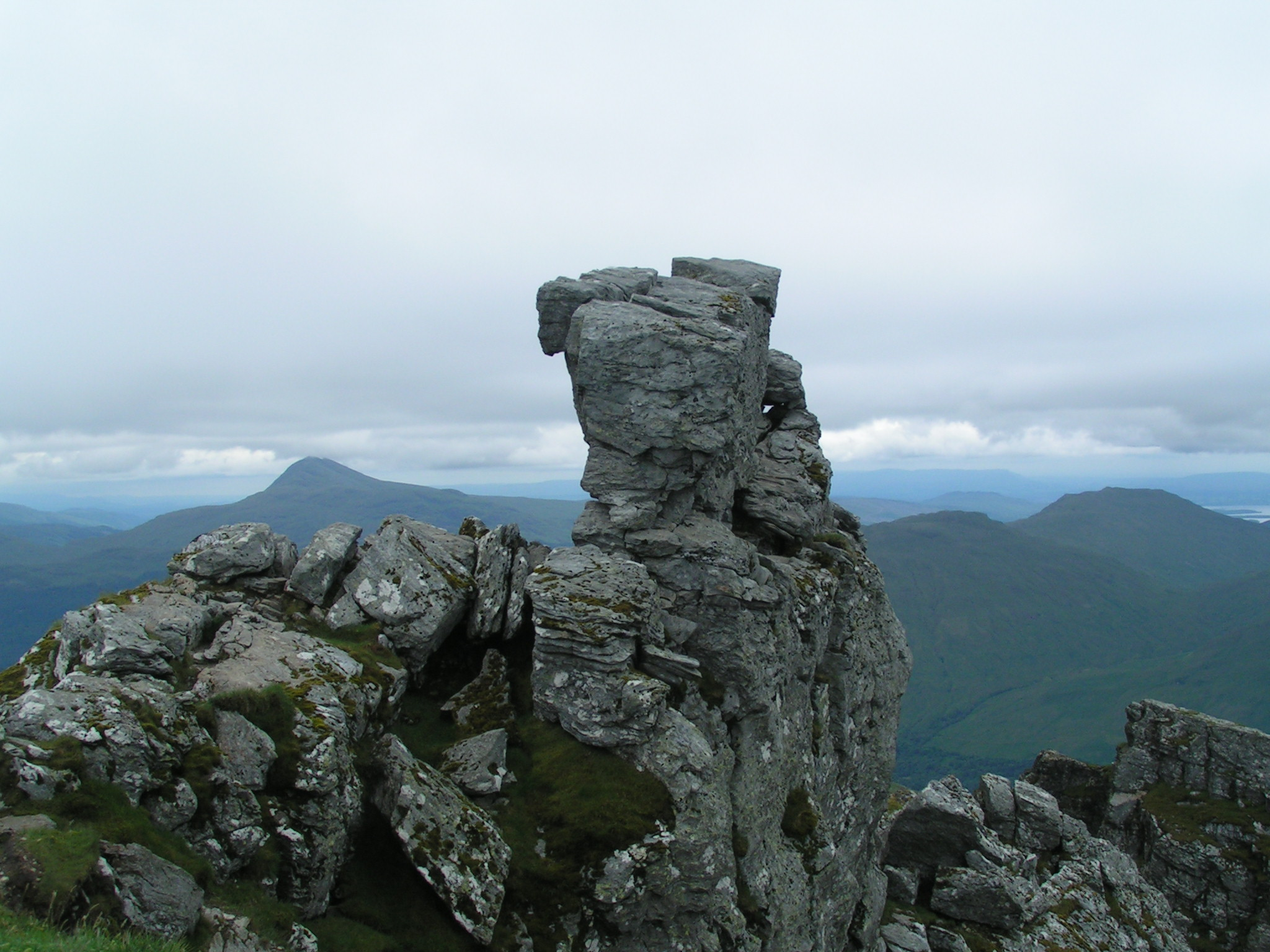
最高点背景左側の山はベン・ローモンド

ベン・アーサーには3つの頂上があり、このうち最も高いのは中央のものである。最高点となっている突出した雲母を含む結晶片岩の露頭へは「ニードル（針）」と呼ばれる穴を抜けて幅約1mの岩棚を登るルート（「スレッディング・ザ・ニードル（針に糸を通す）」）が一般的であるが、岩棚は傾斜が急で片側は30mの断崖となっており、スクランブリングを伴う上に高所への恐怖を克服する必要がある。
3つの頂上は小規模な圏谷の周囲にあるが、現在の地形は氷河による浸食ではなく地すべりによって形成されたものである。北の峰は大きな亀裂が入っており、登山道はその間を登るようになっている。中央と南の峰は崩壊してクロウ峡谷に流れ込んだ尾根の残骸であり、西側は通ることが難しい。

## 登山ルート
もっともメジャーな登山ルートはロング湖湾奧の村サコスから出ている。古くからの道は水利用の軌道の跡を流用したものであり、斜面をまっすぐ登っていくが、新たに登山道として整備された道は林業地の中をつづら折りで登っていく。2つの道は合流するとAllt a' Bhalachainという渓流（burn）に沿って進み、Narnain Bouldersと呼ばれる巨岩群のそばを通って標高600ｍ前後で傾斜が急になる。頂上近くでは平坦に近くなり、ケアンのある峠（bealach）から3つの頂上に向かうことができる。
上記の道のほか、西方のクロウ峡谷を通るA83号線からのルートやロング湖から南東の尾根に沿ってのルート、Bealach a' Mhàimという標高640ｍの峠からのルートがある。なお、Bealach a' Mhàimを経由することにより、ベン・ナーネインやベン・イメなど他のアロッハー・アルプスの山々と組み合わせての登山が可能である。

## ロッククライミング
ベン・アーサーはハイランド地方南部で最も重要なロッククライミングスポットであり、スコットランド初のロッククライミングクラブは1866年創立のコブラー・クラブである。